# ایست ماونتن (تگزاس)
ایست ماونتن، تگزاس(به انگلیسی: East Mountain, Texas) شهری در ایالت تگزاس از ایالات جنوبی ایالات متحده آمریکا است. در سرشماری سال ۲۰۰۰، جمعیت این شهر ۵۸۰ نفر اعلام شد.